# Robert Schumann
Robert Schumann (Zwickau, 8 de junio de 1810-Bonn, 29 de julio de 1856) fue un compositor, pianista y crítico musical alemán del siglo XIX, considerado uno de los más importantes y representativos compositores del Romanticismo musical. 
Schumann dejó sus estudios de derecho, con la intención de seguir una carrera como virtuoso pianista. Su maestro Friedrich Wieck le había asegurado que podría convertirse en el mejor pianista de Europa, pero una lesión en la mano terminó este sueño y centró sus energías musicales en la composición. Se casó con la hija de Wieck, Clara, después de una larga y dura batalla legal con el padre. Comenzó una asociación musical para toda la vida, ya que Clara era una pianista y prodigio musical consolidada. Clara y Robert también mantuvieron una estrecha relación con el compositor alemán Johannes Brahms.
Hasta 1840, Schumann compuso exclusivamente obras para piano. Más tarde, escribió para piano y orquesta y muchos lieder. Compuso cuatro sinfonías, una ópera y otras obras orquestales, corales y de cámara. Sus obras más conocidas incluyen Carnaval, Estudios sinfónicos, Escenas infantiles, Kreisleriana y Fantasía en do. Fue conocido por llenar su música con personajes a través de motivos, así como referencias a obras literarias. Estos personajes emanaron en su redacción editorial en la Neue Zeitschrift für Musik, una publicación ubicada en Leipzig que cofundó.
Schumann sufrió una enfermedad mental que se manifestó por primera vez en 1833 como un episodio depresivo melancólico severo, que se repitió varias veces alternando con fases de «exaltación» y cada vez con más ideas delirantes de ser envenenado o amenazado con elementos metálicos. Lo que ahora se cree que fue una combinación de trastorno bipolar y quizás envenenamiento por mercurio condujo a períodos «maníacos» y «depresivos» en la productividad compositiva de Schumann. Después de un intento de suicidio en 1854, Schumann fue admitido a petición propia en un hospital psiquiátrico en Endenich, cerca de Bonn. Diagnosticado con melancolía psicótica, murió de neumonía dos años después a la edad de 46 años, sin recuperarse de su enfermedad mental. Su vida y obra reflejan en su máxima expresión la naturaleza del Romanticismo: pasión, drama y alegría. En sus obras, de gran intensidad lírica, confluyen una notable complejidad musical con la íntima unión de música y texto.

## Biografía

### Infancia y adolescencia

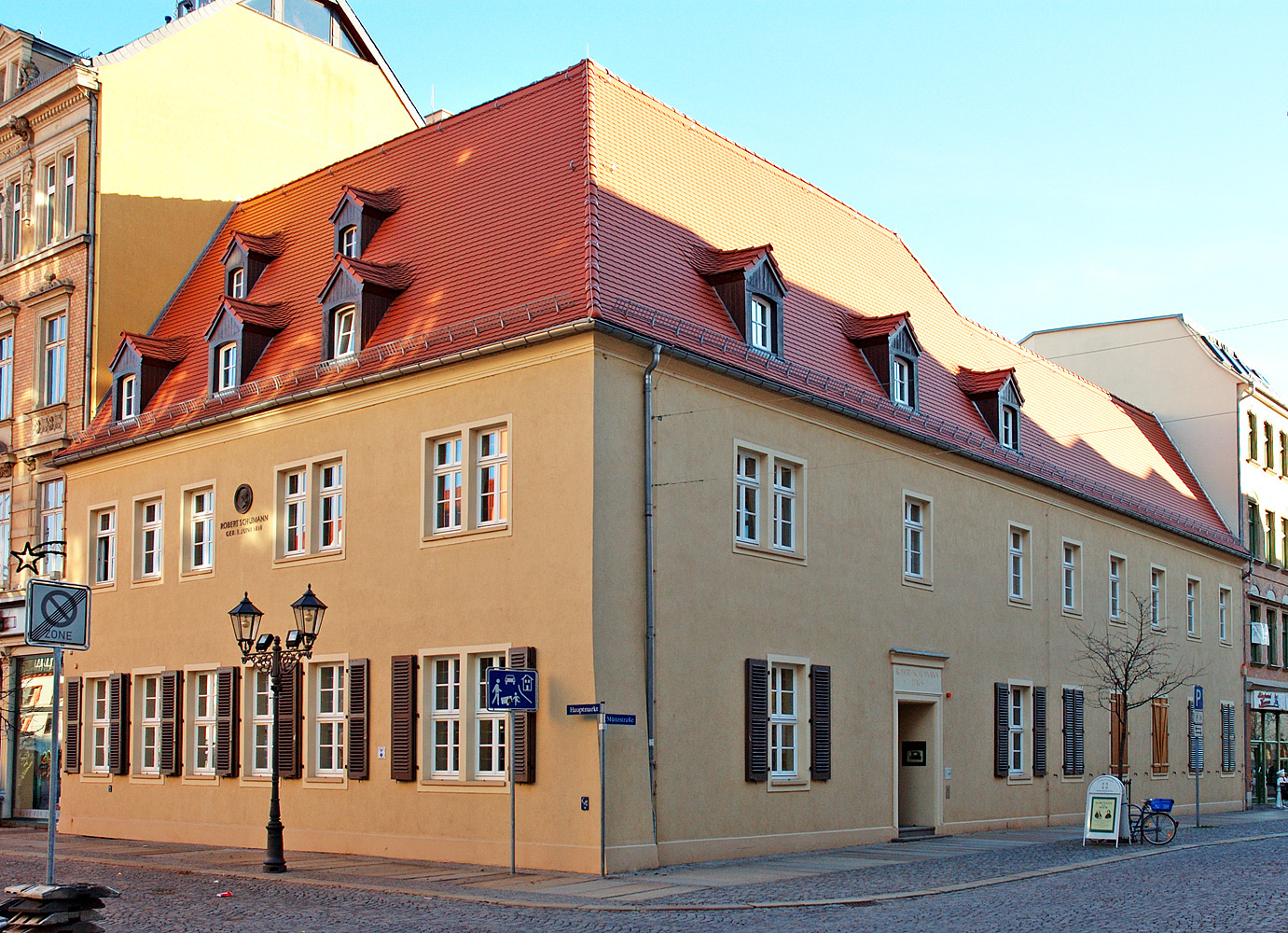
Lugar de nacimiento de Robert Schumann en Zwickau.

Robert Schumann nació en la ciudad alemana de Zwickau, en el Reino de Sajonia (en Alemania Central). De niño, Schumann ya puso de manifiesto sus dotes musicales. Su padre, de profesión editor, le apoyó y le procuró un profesor de piano. A los siete años Schumann compuso sus primeras piezas musicales. En esa etapa de su vida no solo componía obras musicales, sino que también redactaba ensayos y poemas, y de hecho el joven Schumann se identifica tanto con la literatura como con la música.
A los 14 años, escribió un ensayo sobre la estética de la música y también contribuyó a un volumen, editado por su padre, titulado Porträts berühmter Männer (Retratos de hombres famosos). Mientras todavía estaba en la escuela en Zwickau, leyó las obras de poetas y filósofos alemanes como Friedrich Schiller, Johann Wolfgang von Goethe, E.T.A. Hoffmann o Novalis, al poeta británico Lord Byron, así como los dramaturgos de la Grecia Clásica. Pero la influencia literaria más poderosa y permanente fue la de Jean Paul. Tal influencia puede apreciarse en sus novelas de juventud, Juniusabende, completada en 1826, y Selene, no concluida.
Su interés por la música había sido estimulado desde niño al escuchar tocar a Ignaz Moscheles en Carlsbad y más tarde desarrolló un interés en las obras de Ludwig van Beethoven, Franz Schubert y Felix Mendelssohn. Su padre, que tanto había fomentado la educación de Robert como pianista y escritor, falleció en 1826, cuando Robert tenía 16 años. Ni su madre ni su tutor aprobaban la dedicación a la carrera musical. En 1828, dejó la escuela secundaria y después de un viaje durante el cual conoció al poeta Heinrich Heine en Múnich, se fue a estudiar Derecho a la Universidad de Leipzig bajo presión familiar. Pero no tardó en abandonar los estudios para consagrarse enteramente a la música. Se centró en la improvisación, la composición de canciones y la escritura de novelas. También comenzó a estudiar piano seriamente con Friedrich Wieck, un conocido maestro de piano. En 1829, continuó sus estudios de Derecho en Heidelberg, donde se convirtió en miembro vitalicio de Corps Saxo-Borussia Heidelberg.

### Abandono de su carrera de concertista

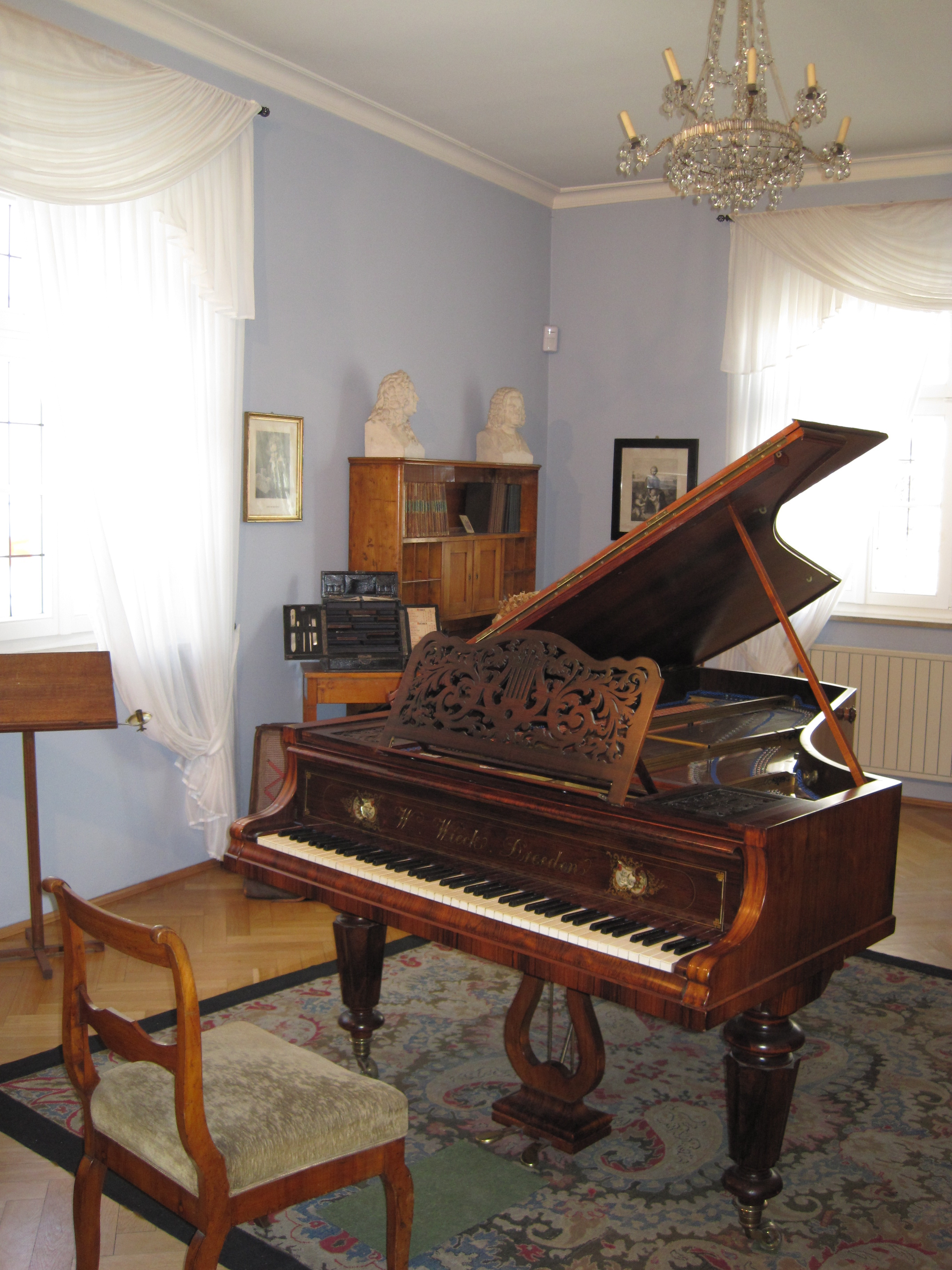
Sala de Música de Robert Schumann en el Museo de Zwickau, Hauptmarkt 5.

Schumann deseaba por encima de todo convertirse en un virtuoso y admiraba la ejecución de los más renombrados concertistas de su época, como el violinista Niccolò Paganini, a quien escuchó en Fráncfort del Meno en la Semana Santa de 1830, y al pianista Franz Liszt. En julio, le escribió a su madre: «toda mi vida ha sido una lucha entre poesía y prosa, o digamos música y derecho». Con su permiso, en Navidad estaba de regreso en Leipzig, a los 20 años, y tomó lecciones de piano de su antiguo maestro Friedrich Wieck, quien le aseguró que sería un exitoso pianista de concierto después de unos años de estudio con él. Durante sus estudios con Wieck, algunas historias afirman que Schumann se lastimó permanentemente un dedo en la mano derecha. Existen varias fuentes que difieren respecto a cómo dañó su mano derecha. Wieck afirmó que Schumann se dañó el dedo al usar un dispositivo mecánico que retenía un dedo mientras ejercitaba los otros, lo que se suponía que fortalecería los dedos más débiles. Clara Schumann desacreditó la historia, diciendo que la discapacidad no se debía a un dispositivo mecánico y el propio compositor se refirió a ella como «una aflicción de toda la mano». Algunos sostienen que, dado que la discapacidad parecía haber sido crónica y haber afectado la mano, y no solo un dedo, probablemente no fue causada por un dispositivo para fortalecer los dedos. Otras fuentes citan una cirugía fallida y otras los efectos secundarios de la medicación a base de mercurio para la sífilis. 
Abandonó la idea de una carrera como concertista y se dedicó a la composición. Desde su adolescencia, Schumann había compaginado sus diversas actividades y estudios con la composición y ya había creado obras importantes, sobre todo para piano, pero también sinfónicas y de cámara. Desde ese momento se dedicó a la composición y comenzó a estudiar teoría con Heinrich Dorn, director de la Ópera de Leipzig.

### Compositor y crítico
En paralelo a su nueva actividad como compositor, iniciaba su obra de crítico musical, que generó una abundante producción literaria. Su formación y aptitud literaria se plasmaban en críticas musicales, en las que, a través de personajes imaginarios, profundizaba en las obras de sus contemporáneos. Un ejemplo es su ensayo sobre las variaciones de Fredéric Chopin sobre un tema de Don Giovanni de Wolfgang Amadeus Mozart, que apareció en el Allgemeine Musikalische Zeitung en 1831. En él, Schumann crea personajes imaginarios que discuten la obra de Chopin: Florestan (la encarnación del lado apasionado y voluble de Schumann) y Eusebius (su lado soñador e introspectivo), las contrapartes de Vult y Walt en Flegeljahre. Solicitan su opinión a un tercero, Meister Raro. Raro puede representar al propio compositor, a Clara Wieck o la combinación de ambos (Clara + Robert).
Su Papillons Op. 2, escrito en 1831, es otro ejemplo de la fusión entre literatura y composición musical, conocida como música de programa. Se trata de una composición para piano, que consta de varias escenas de danza inspiradas en una fiesta de disfraces. Cada danza trata de retratar a diferentes personajes y no guardan relación entre sí, excepto la última. Según escribió el propio Schumann, está inspirada en la última escena de la obra Die Flegeljahre de Jean Paul y mezcla el carácter festivo con un extraordinario sentimiento melancólico.
En el invierno de 1832, a los 22 años, Schumann visitó a familiares en Zwickau y Schneeberg, donde realizó el primer movimiento de su Sinfonía en sol menor (sin número de opus, conocida como «Zwickauer»). Clara Wieck, que entonces tenía solo 13 años, interpretó la obra en un concierto que dio en Zwickau. En esta ocasión, Clara interpretó bravura Variaciones de Henri Herz, un compositor de quien Schumann ya se estaba burlando como «filisteo». La madre de Schumann le dijo a Clara: «Debes casarte con mi Robert algún día». La Sinfonía en sol menor no se publicó durante la vida de Schumann, pero se ha reproducido y grabado en los últimos tiempos.
Las muertes en 1833 del hermano de Schumann, Julius, y su cuñada Rosalie en la pandemia de cólera provocaron un episodio depresivo grave. Las crisis, depresiones, periodos de reclusión completa, etc. fueron frecuentes en la vida de Schumann, se acentuaron a partir de 1834 y continuaron en aumento hasta su muerte, incluso llegando a escuchar voces y experimentar alucinaciones. Este declive psíquico se relacionó inicialmente por los historiadores del siglo XIX con la sífilis o con el tratamiento médico a base de mercurio habitual en la época, pero la posibilidad ha sido descartada debido a que los síntomas de desequilibrio mental de Robert Schumann ya eran evidentes desde su juventud, antes de que cualquier síntoma de la sífilis pudiera haberse manifestado. La teoría más aceptada actualmente es que padecía de trastorno bipolar (enfermedad maníaco-depresiva). Pero la gran intensidad creativa de Schumann se concentraba en sus periodos de lucidez. Tan pronto como se restablecía de un período de enfermedad, se entregaba frenéticamente a la composición y trabajaba de modo incansable. No solo escribía las melodías principales ni se limitaba a las obras para piano, sino que pese a estar en un estado físico y mental muy degradado, escribía la instrumentación sinfónica completa de todas sus obras, hasta la extenuación.

### Fundación deNeue Zeitschrift für Musik

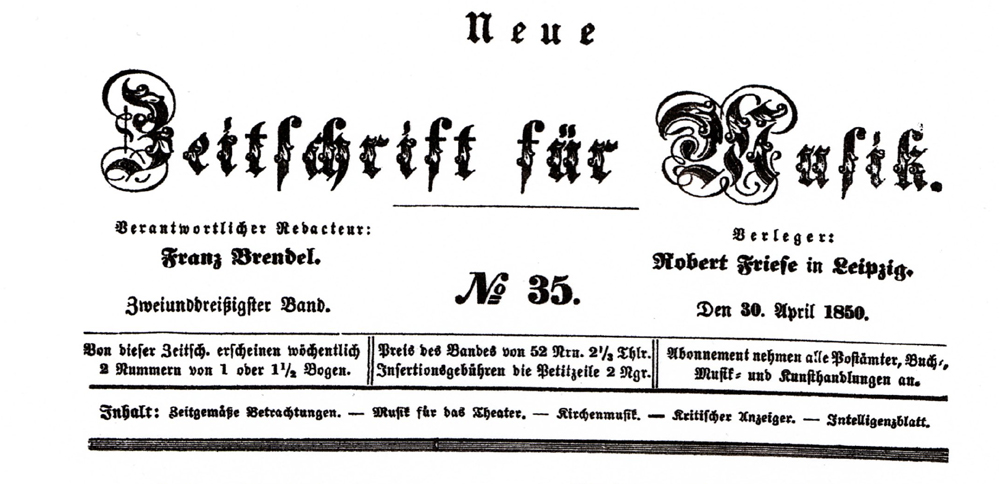
Parte de la página frontal de la Neue Zeitschrift für Musik, ejemplar del 30 de abril de 1850.

Tras recobrarse de esta crisis, en 1834 fundó la revista Neue Zeitschrift für Musik, publicada por primera vez el 3 de abril de ese año. En sus escritos, creó una sociedad musical ficticia basada en personas en su vida, llamada La cofradía de David, llamada así por el bíblico rey David que luchó contra los filisteos. Fue en esta revista donde publicó la mayoría de sus escritos críticos y a menudo criticó el gusto popular por exhibiciones técnicas llamativas de figuras que Schumann percibía como compositores inferiores, o «filisteos». A principios del siglo XIX, compositores como Wolfgang Amadeus Mozart, Ludwig van Beethoven y Carl Maria von Weber eran vistos como figuras menores,[cita requerida] por lo que se consideró una excentricidad que los elevara como grandes compositores. También promovió la obra de figuras contemporáneas, como Chopin, sobre quien escribió, «¡Felicitaciones, caballeros! ¡Un genio!», o Hector Berlioz, a quien elogió por crear música de fondo. Por otro lado, Schumann menospreciaba la escuela de Franz Liszt y Richard Wagner. Entre los asociados de Schumann en este momento se encontraban los compositores Norbert Burgmüller y Ludwig Schuncke, a quien Schumann dedicó su Toccata en do mayor.
En el verano de 1834 se comprometió con Ernestine von Fricken, una chica de 16 años hija adoptiva de un rico noble nacido en Bohemia. En agosto de 1835, se enteró de que Ernestine von Fricken había nacido ilegítima, lo que significaba que no tendría dote. Temeroso de que sus limitados medios lo obligaran a ganarse la vida como un «jornalero», rompió la relación con ella hacia el final del año. Fue durante esta relación cuando compuso una de sus obras para piano más características, Carnaval Op. 9. Comienza casi todas las secciones de Carnaval con un criptograma musical y realiza variaciones sobre las notas que componen la palabra Asch, pueblo natal de Ernestine en Bohemia, en la notación musical alemana. También son las letras con alguna nota equivalente en el propio apellido de Schumann. Cada variación comienza con esas notas y, más que nunca, empleó para la composición la ilustración musical de una historia, con personajes y guion bien definidos. Eusebius y Florestan, las figuras imaginarias que aparecían tan a menudo en sus escritos críticos, también aparecen, junto con brillantes imitaciones de Chopin y Paganini. A cada uno de estos personajes les dedicó una sección de Carnaval. Además, consolidó el formato de composición que ya inició en Papillons, creando temas muy breves y generalmente no relacionados entre sí, aunque estuvieran inspirados en la misma escena literaria. La mayoría de las composiciones para piano de Schumann están formadas por movimientos que duran pocos minutos o incluso menos de un minuto.

### Matrimonio con Clara Wieck

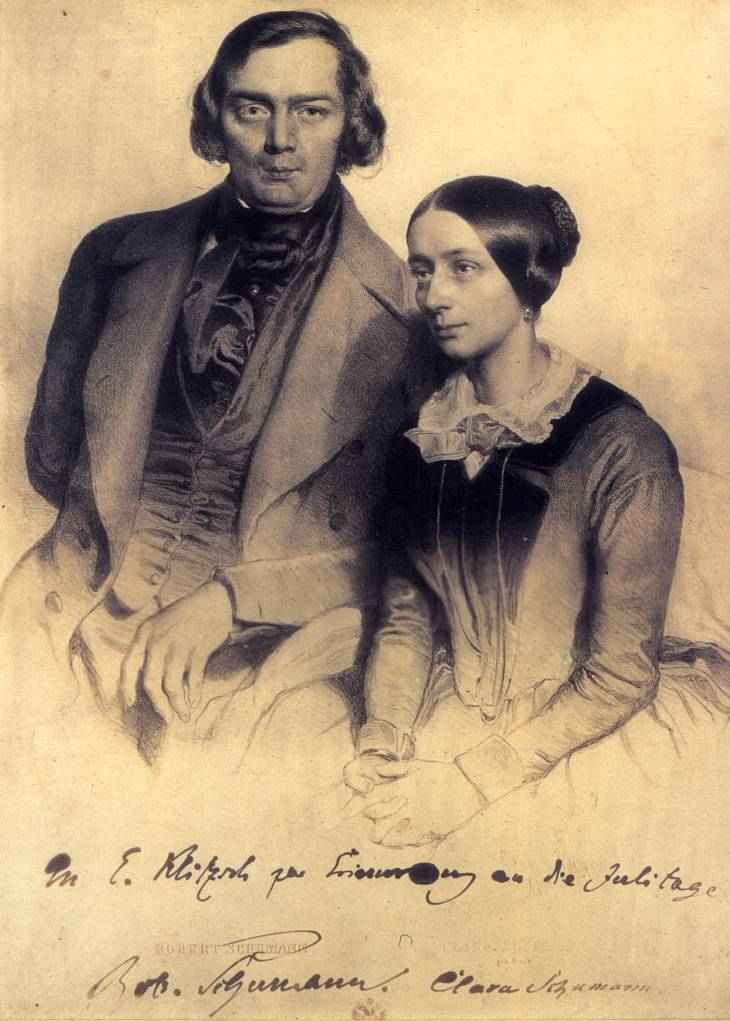
Robert y Clara en 1847.

Sintió una creciente atracción por Clara Wieck, de 15 años, hija de su antiguo maestro Friedrich Wieck. Ella era una afamada pianista que había sido niña prodigio, bastante famosa internacionalmente en aquella época. Se hicieron declaraciones mutuas de amor en diciembre en Zwickau, donde ella apareció en concierto. Su incipiente romance se vio interrumpido cuando su padre se enteró de sus citas durante las vacaciones de Navidad. Sumariamente, les prohibió nuevas reuniones y ordenó quemar toda su correspondencia. 
Conoció personalmente a Felix Mendelssohn en casa de Friedrich Wieck en Leipzig en el año 1835 y le mostró su admiración. Poco después conoció a Chopin. Durante toda su vida, mostró hacia sus compañeros músicos una amistad sincera y una actitud de crítica constructiva, libre de rivalidades, algo poco frecuente en un crítico musical que también era compositor. Esta actitud abierta y generosa le permitió ser el «descubridor» de Johannes Brahms cuando este solo era un joven y desconocido pianista de 20 años. Brahms se convirtió en íntimo amigo de Schumann (y de su esposa Clara Wieck, especialmente en los años en los que la enfermedad de Schumann se agravó) y se vio claramente influido por su música.
En 1836, Robert y Clara iniciaron una relación amorosa en secreto, fundamentalmente por carta, quizá debido a la diferencia de edad entre ambos (Clara tenía 16 años y Robert 25) y también porque Clara se encontraba de viaje constantemente, actuando por toda Europa. Fue durante esta relación clandestina cuando compuso Escenas infantiles, tal y como le relató por carta a la propia Clara. Un año más tarde Robert pidió la mano de Clara a su padre, pero este, maestro vigilante del talento musical de su hija, se negó. 
En 1837, Schumann publicó sus Estudios sinfónicos, un conjunto complejo de étude, similares a las variaciones y escritos en 1834-1835, lo que exigía una técnica de piano depurada. Estas variaciones se basaron en un tema del padre adoptivo de Ernestine von Fricken. La obra, descrita por Hutcheson como «una de las cumbres de la literatura sobre piano, elevada en concepción e impecable en mano de obra», estaba dedicada al joven compositor inglés William Sterndale Bennett, por quien Schumann había tenido un gran respeto cuando trabajaban juntos en Leipzig. Las Davidsbündlertänze Op. 6, (también publicadas en 1837 a pesar del bajo número de opus) literalmente «Danzas de la cofradía de David», son una encarnación de la lucha entre el Romanticismo ilustrado y el filisteísmo musical. Schumann acreditó a los dos lados de su carácter con la composición de la obra. Los números más apasionados están firmados con F. (Florestan) y los más soñadores firmados E. (Eusebius). La obra comienza con el «lema de C. W.» (Clara Wieck) denotando su apoyo a los ideales de La cofradía de David.
Finalmente, Robert y Clara se casaron el 12 de septiembre de 1840, para lo que debieron recurrir a los tribunales al no tener la aprobación de Friedrich Wieck. Permanecieron juntos hasta la muerte de Robert y tuvieron ocho hijos: Marie (1841–1929), Elise (1843–1928), Julie (1845–1872), Emil (1846–1847), Ludwig (1848–1899), Ferdinand (1849–1891), Eugenie (1851–1938) y Felix (1854–1879). 
Clara Schumann era una pianista excepcional y tuvo una gran influencia musical sobre Robert. Compositora ella misma, le instó a no limitarse a la creación para piano (en estos años escribe Lieder y Álbum para la juventud), recomendándole que se dedicara a la composición para orquesta y se consolidara así como un gran compositor de su tiempo. Fue precisamente a partir de 1841 cuando compuso oberturas sinfónicas y conciertos, en los que, sin embargo, el piano siguió teniendo un papel principal. El Conservatorio de Leipzig le abrió las puertas en 1843 y fue nombrado profesor de piano y composición.

### Últimos años

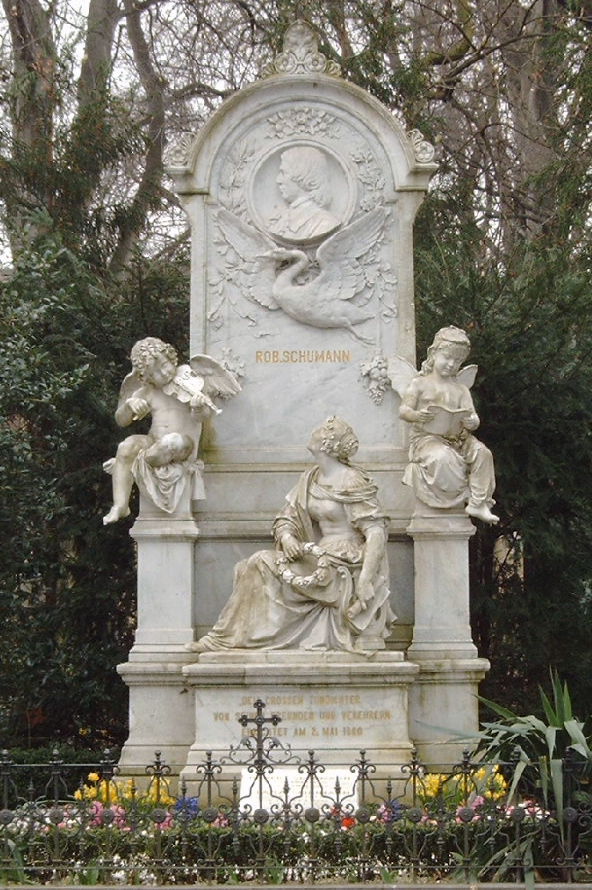
Tumba de Robert Schumann.

En 1844, tras un viaje a Rusia, atravesó un nuevo periodo depresivo y abandonó Leipzig para instalarse en Dresde. Durante los años siguientes su salud mental y física se fue debilitando, lo cual no le impidió trabajar en multitud de obras, como sus dos Sonatas para piano y violín, su Concierto para violonchelo y orquesta y su única ópera, Genoveva (que no gozó de éxito). Incluso cuando, a partir de 1852, sus episodios de locura le mantienen convaleciente casi todo el tiempo, consigue aprovechar sus momentos de lucidez para completar su Misa, Requiem, Sinfonía en Re menor y Concierto para violín y orquesta. También destaca la presentación en 1846 de su Concierto para piano y orquesta en la menor, ejecutado brillantemente por su esposa Clara, en 1846 en Leipzig, lo cual conllevó a su autor una fama aún mayor y más consolidada para la Historia.
Para esta época se suceden las alucinaciones de ángeles aunque muchas veces las mismas eran reemplazadas por visiones de demonios. Él mismo le llega a declarar a Clara que teme que pudieran hacerle daño. Es también en esta época que llega a aborrecer los lugares en altura y cualquier contacto con objetos de metal, incluyendo un simple juego de llaves. El diario de Schumann menciona que sufrió de una alucinación constante de imaginar que la nota de La 5 estaba constantemente sonando en sus oídos. Tiempo después le comenta a su hermano su deseo de suicidarse, ya que estaba angustiado por la epidemia de cólera que asolaba Europa por esas fechas; el 27 de febrero de 1854, Schumann se arroja al Rin y es rescatado a tiempo, pero su mente ya se ha perdido para siempre. Tras el episodio del intento de suicidio él mismo aconseja su internamiento en un hospital de cuidados mentales. Finalmente es internado en un sanatorio privado en Endenich, cerca de Bonn, donde permanece hasta su muerte el 29 de julio de 1856. Durante su internación no se le permitió ver a Clara bajo ninguna circunstancia; tan solo dos días antes de su fallecimiento Clara pudo verle, y por un breve momento Robert tuvo lucidez y logró reconocerla. Tenía solo 46 años. Muere víctima de un colapso neurocirculatorio (aunque según otras fuentes falleció debido a la sífilis). Fue enterrado en el cementerio viejo de Bonn, y en 1880 se erigió sobre su tumba una estatua de A. Donndorf.
Tras su muerte, Clara retomó a sus giras y continuó tocando y promocionando las composiciones de Robert. Clara, fallecida en 1896, se halla enterrada en la misma tumba que Robert.

## Obra

### Etapas
Sus obras pueden agruparse por etapas: de 1830 a 1839 escribió obras solo para piano. En 1840, compuso sobre todo lieder, siguiendo el estilo consagrado por Schubert pero ampliando la función del piano. En 1841 escribió la primera y segunda de sus cuatro sinfonías. Después comenzó su música de cámara, con tres tríos, un cuarteto y un quinteto para piano, tres cuartetos para cuerdas, y sus sonatas para violín n.º 1 y n.º 2. Su obra se completa con una ópera en cuatro actos: Genoveva, un oratorio: El Paraíso y la Perí, una obertura: Manfred, un Réquiem y varias composiciones corales.

### Música para piano solo

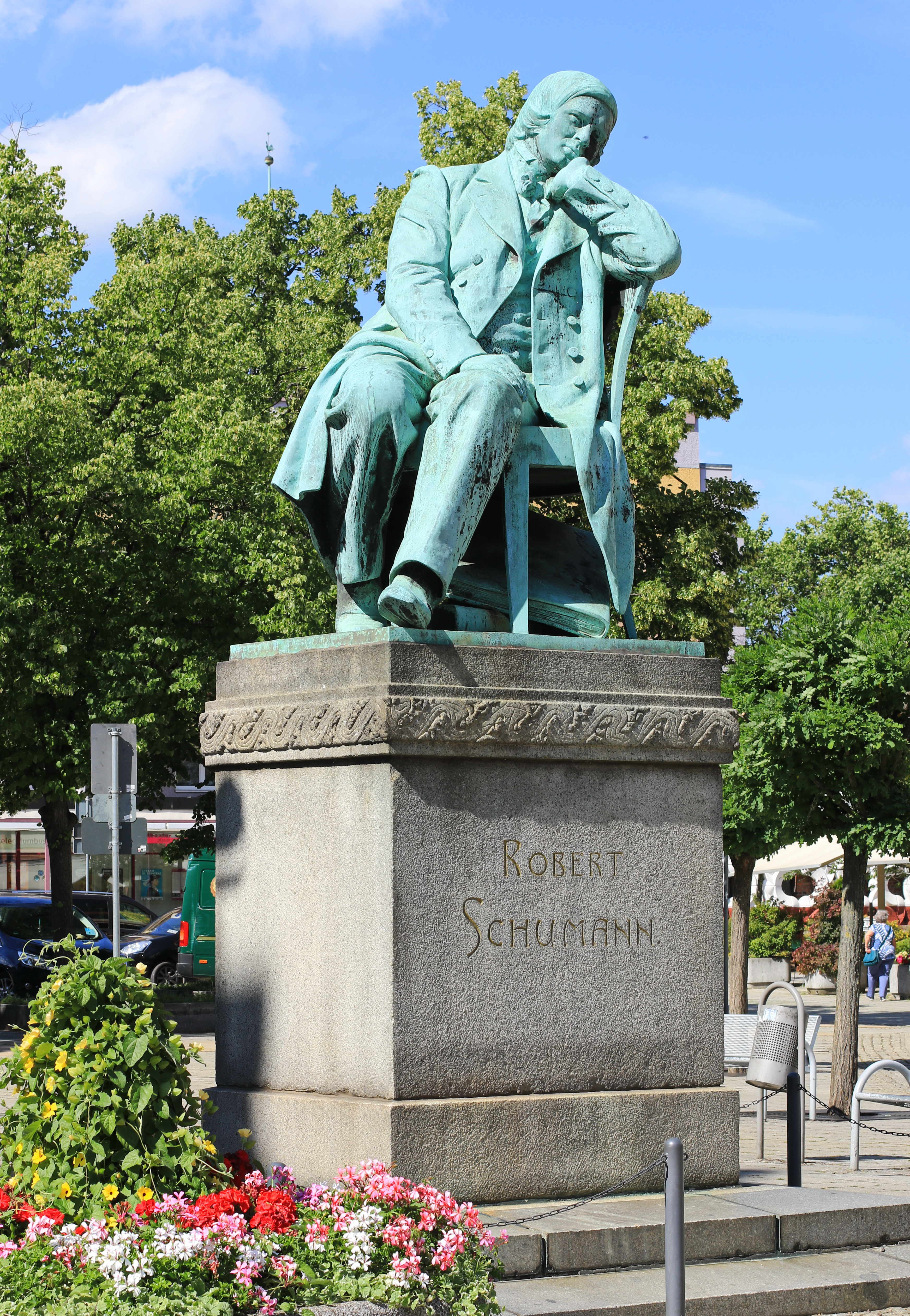
Monumento de Robert Schumann en Zwickau, Sajonia.

El opus 1, Variaciones Abegg fueron compuestas en Heidelberg en 1830. Abegg es el nombre de una familia de Mannheim amigos suyos, y forma una secuencia de notas, en tiempo de vals, que forma el tema en el cual se basan las variaciones.
Papillons, op. 2 consta de doce pequeñas miniaturas, inspiradas en la imagen de una mariposa que revolotea de una escena a otra y que modula un universo poético de gran variedad y poder evocador. 
La Fantasía op. 17 fue un paso adelante en su consolidación como compositor pianístico. Schumann dijo de ella en 1838: «la considero la cosa más intensa que he escrito» y la relaciona con Clara Wieck diciendo: «solo tú puedes entender la pieza, que te transporta al desdichado verano de 1836 en que renuncié a ti».
Danzas de la cofradía de David, op. 6 es conjunto de dieciocho danzas que alterna con gran maestría dinamismo y reflexión. La obra puede considerarse un eco de gran altura de las Variaciones Diabelli de Beethoven. 
El ciclo de Fantasiestücke, op. 12, es una de sus obras más populares. Fueron publicadas en marzo de 1838 por Breitkopf y Härtel. Encierran un universo de contrastes formales y anímicos que se corresponden con una pureza formal muy elaborada y poética.
Los Estudios sinfónicos, op.13, tienen su origen en el barón Ignaz von Fricken, flautista aficionado y autor de un Tema y Variaciones para Solo de Flauta, del cual envió un arreglo para piano a Schumann, pidiéndole su opinión. A partir del tema Shumann creó una serie de variaciones de gran planteamiento formal dado el carácter orquestal de su estilo pianístico deslumbrante y profundo. Los estudios recorren toda la gama de estados anímicos por medio de elementos armónicos, melódicos y rítmicos muy conseguidos. Los momentos poéticos se alternan con las turbulencias agitadas. El genio de Schumann se mide en esta obra con ventaja al Liszt de los Estudios de ejecución trascendental y al Chopin de los Estudios, op. 25.
Escenas infantiles, op. 15, constan de trece piezas breves y sencillas con títulos que hacen referencia al mundo infantil: Viene el duende, Junto al hogar, Agárrate como puedas, Súplica de niño, Cabalgar en un caballito de juguete, De tierras lejanas. A diferencia del posterior Álbum para la juventud, op. 68, que fue pensado para el aprendizaje musical de niños, las Escenas Infantiles son «reminiscencias de un adulto para adultos», según el compositor.
La Kreisleriana, op. 16, dedicada a Chopin, era una de sus composiciones preferidas.Hace referencia al maestro de capilla Johannes Kreisler, un personaje fantástico inventado por Hoffman, que encarna el papel de un músico sometido a la sociedad, de gustos tradicionales y adocenados. También refleja la experiencia personal y artística de Schumann, que en sus ocho números, en forma de rondó, expone ideas musicales típicamente románticas y muy avanzadas en ese momento.
Dentro de las obras que escribió en Viena, hay que destacar: Arabeske, op. 18, Blumenstück, op. 19 y Humoreske, op. 20. Arabeske es un rondó, que da ocasiones de lucimiento a pianistas dotados. Blumenstück tiene nueve secciones, ordenadas de modo casual.
La Humoreske es una de las composiciones más logradas de su producción pianística, dividida en veinte secciones de distintas dimensiones y carácter. Se trata de una obra de gran envergadura formal y musical, de unos cuarenta minutos de duración. Resulta un compendio de toda su obra anterior, poniendo de manifiesto la profundidad de su visión musical, su rica paleta tímbrica y la fuerza evocadora de su entramado melódico.
Novelletten, op. 21, formada por ocho piezas, que denomina «pequeñas novedades». El título viene de una soprano inglesa de la época, Clara Novello. Están dedicadas a Clara a la que indica: «He compuesto una enorme cantidad para ti, en las últimas tres semanas. Bromas, cuentos de Egmont, escenas de familia con padres, una boda, en una palabra, temas muy entrañables. He llamado el conjunto «Novelletten» porque tu nombre es Clara, y «Wiecketten» no suena lo bastante atrayente».

#### Instrumentos
Uno de los instrumentos más conocidos que tocó Robert Schumann fue el piano de cola de Conrad Graf, un regalo del fabricante de pianos con motivo del matrimonio de Robert y Clara en 1839. Este instrumento se encontraba en el taller de Schumann en Düsseldorf y luego Clara se lo entregó a Johannes Brahms. Después de cambiar algunos alojamientos, la Gesellschaft der Musikfreunde recibió el piano y ahora se puede ver en el Museo de Historia del Arte de Viena.

### Lieder
En ellos Schumann toma la antorcha de Schubert. Mientras este último pretendía recrear los poemas de forma musical, lo que se reflejaba en la importancia de la forma y la sencillez del acompañamiento, Schumann apuntaba más bien a la traducción de los sentimientos. Aquí también libera la forma y da un nuevo protagonismo al piano que, como simple acompañante, introduce la canción, dialoga con la voz y concluye. Algunos de sus lieder, como Der Nussbaum op. 25 n.º 3 o Mondnacht op. 39 n.º 5 es el arquetipo del lied romántico atmosférico. De Schubert también retoma la disposición de los lieder en ciclos, como El amor y la vida de una mujer o Los amores del poeta, y desarrolla el concepto de colecciones de lieder de un solo poeta, las Liederkreis que no no sigue el camino discursivo de los ciclos, sino que describe el universo de un poeta haciendo coincidir sus diversas facetas, en una arquitectura similar a la de sus colecciones de piezas para piano.
Después de la explosión creativa de 1840, la composición de lieder se volvió rara. Un segundo período comenzó en 1849, el año de Goethe que vio, entre otras cosas, la composición de los lieder tomados del Wilhelm Meister op. 98a. El estado de ánimo de los lieder de este período a menudo se oscurece, como en los lieder de los textos de Lenau op. 90 (a las que añade un Réquiem sobre un texto católico antiguo porque había creído prematuramente en la muerte del poeta), o las de textos de Elisabeth Kuhlmann op. 104. La línea melódica se vuelve más sobria, el piano más sugerente. La culminación de esta tendencia se logra con los cinco lieder sobre poemas de Mary Stuart op. 135, compuestos en 1852.
Como en sus piezas para piano, Schumann también se interesa por el mundo de la infancia con el Álbum de cantos para la juventud op. 79, de 1849. Este álbum reúne poemas sencillos -incluidos algunos de Hoffmann von Fallersleben- en un marco que aúna sencillez, ingenuidad (deseada) y también humor.
Los principales poetas musicalizados por Schumann son:
- Heine (43 canciones);
- Ruckert (28 canciones);
- Geibel (25 canciones);
- Kerner (20 canciones);
- Goethe (19 canciones);
- Eichendorff (16 canciones);
- Lenau (6 canciones).

### Música sinfónica
La música sinfónica de Schumann se concibe sobre el trasfondo de las sinfonías de Beethoven que en su momento representaron el apogeo del género y también un punto muerto parcial ya que el propio Beethoven había introducido solistas y un coro en el final de su Novena Sinfonía. El descubrimiento de la Gran Sinfonía en do mayor de Schubert abrió nuevas perspectivas, combinando el respeto por la estructura formal con una progresión "romántica" de movimiento en movimiento, con movimientos unidos entre sí por relaciones temáticas y narrativas. Otro elemento típico fue la llamada inicial de la trompa, un verdadero lema que influirá en el comienzo de sus sinfonías n.° 1 y n.° 3.
Schumann seguirá por este camino, combinando la diversidad de varios movimientos, el lirismo de los temas y la progresión del discurso. Ya establecidos en la Sinfonía n.° 1, estos principios son variados en la Sinfonía n.° 3 “Renana”, cuyo programa de fondo recuerda a la Sinfonía “Pastoral” de Beethoven, y en la Sinfonía n.° 4, cuyos movimientos están enlazados. Este es también el caso de Sinfonía n.º 2, que compensa una arquitectura menos unificada con la potencia de sus temas.
Estas sinfonías, cuyo éxito se difundió muy rápidamente, alentaron la obra de Brahms pero también de Chaikovski, Saint-Saëns y Vincent d'Indy.
La orquestación ha sido criticada a menudo y Gustav Mahler incluso llegará a reorquestarlas, sin un éxito duradero. De hecho, Schumann contaba con una orquesta relativamente pequeña (unos cincuenta músicos) y el contrapunto de las maderas y los metales se mezclaba con el rango central de cuerdas para dar un sonido potente. Con una orquesta de cien piezas, las cuerdas tienden a ahogar el contrapunto de los instrumentos de viento. Las grabaciones bajo la dirección de John Eliot Gardiner y David Zinman, realizadas con orquestas cuyos números son los que tenía en mente Schumann, sí tienen un relieve particular.
Lo que falta es más bien el sentido del color instrumental (que será llevado a más altura al mismo tiempo por Héctor Berlioz), de la asociación indeleble de un tema y un instrumento como la trompa de la llamada inicial o el clarinete del tema del Andante en la Gran Sinfonía en do mayor de Schubert. Aún más notable es el uso del fagot en el movimiento lento de la Sinfonía n.º 2.

### Música de cámara
Para sus cuartetos de cuerda, Schumann no se basa en los últimos cuartetos de Beethoven, sino en sus cuartetos intermedios, así como en los de Haydn y Mendelssohn. Los dos primeros son de estructura clásica en forma de sonata, con la introducción de elementos de desarrollo en la exposición y una recapitulación abreviada. Sin embargo, carecen de la originalidad que demostró Schumann en su música para piano. Esta originalidad se encuentra en el tercero, todo imbuido del espíritu de la variación, incluso en el scherzo que adquiere una nueva dimensión.
Su música de cámara con piano (que compuso cronológicamente en el orden quinteto-cuarteto-tríos-dúos) se caracteriza por la variedad de relaciones entre el piano y las cuerdas. Aquí también el punto de partida es Beethoven, pero sobre todo Schubert (sobre los tríos de este último escribió notables artículos en la Neue Zeitschrift für Musik). La influencia del Trío en mi bemol D. 929 es perceptible en el Quinteto para piano y cuerdas, también en mi bemol, particularmente en el movimiento lento. Los dos primeros tríos de Schumann, paradójicamente, tienen una textura instrumental cuasi-orquestal más apretada, que deja poco espacio para el desarrollo melódico y, por lo tanto, utiliza motivos breves arreglados con ingenio. La textura se vuelve más ligera para el tercer trío op. 110 donde encontramos un lenguaje casi schubertiano. Schumann sustituyó gradualmente la diversidad de tonos de las primeras obras por una mayor concentración, llegando en sus Sonatas para piano y violín a un uso caleidoscópico de unos pocos motivos obsesivos.
Junto a las obras de música de cámara de estructura clásica, Schumann compuso una serie de obras de forma libre (Fantasiestücke, Märchenbilder, etc.) en las que el piano se asocia con la trompa, el clarinete, el oboe, el violonchelo, la viola... Aquí también rompe el esquema formal a favor del lirismo y una concepción poética de la obra. La atracción por las cuerdas bajas que ya se nota en su música "formal" se expresa aquí plenamente.

### Música de concierto
Al igual que con la música de cámara, hay dos corrientes: los conciertos formales (para piano, violonchelo y violín) y las obras de concierto de forma libre como las denominadas por el propio compositor Konzertstück op. 86, op. 92 y op. 134.
El Concierto para piano en la menor op. 54, se ha consolidado como uno de los grandes conciertos del repertorio. Está en la línea de los conciertos de Beethoven y su concepción sinfónica. La orquestación es más aireada que la de las sinfonías, con especial atención a los instrumentos de madera. El primer movimiento, originalmente concebido como una fantasía, tiene una forma de sonata muy libre con un rico trabajo temático e incluye una cadencia muy virtuosa para el solista. La variedad de diálogos entre piano y la orquesta continúa en los dos movimientos siguientes que, aunque compuestos cuatro años después, no rompen con el primero. El lirismo de los temas y su dimensión sinfónica tendrán claras influencias en los conciertos de Brahms. También el plan general y muchos detalles inspirarán el concierto de Edvard Grieg.
El Concierto para violonchelo op. 129, también en la menor, data de octubre de 1850. A diferencia del concierto para piano, se compuso en muy poco tiempo y no se interpretó públicamente en vida del compositor. Es el primer gran concierto para violonchelo tras los de Haydn, y abre el camino al de Dvořák, que retomará la idea de cadencia en el tercer movimiento. Se retoma la concepción sinfónica del concierto para piano en cuanto a la relación entre el solista y la orquesta, pero también encontramos la calidad de la música de cámara con el violonchelo de Schumann, donde se destacan especialmente las cualidades melódicas del instrumento. Una versión para violín, donde la parte solista fue arreglada por Schumann para Joachim, fue encontrada y publicada en 1987. A pesar de un comienzo difícil, el concierto para violonchelo también encontró un lugar definitivo en el repertorio habitual de conciertos sinfónicos.
Este todavía no es el caso del Concierto para violín, compuesto en 1853 para Joseph Joachim. El entusiasmo inicial de Joachim por la obra se enfrió rápidamente y Clara decidió no publicarlo, con el pretexto de que llevaba la marca de la decadencia mental del compositor. De hecho, Joachim debió haber sido disuadido por la ausencia de cadencia y por una parte solista que, la mayoría de las veces ubicada en los registros medios y bajos, ofrece pocas oportunidades para brillar y es muy difícil. El solista y la orquesta, opuestos en el primer movimiento, se acercan gradualmente. La complejidad de la escritura culmina en el final, que explota el tema de la polonesa en una estructura que combina la forma de sonata y rondó con referencias temáticas de movimientos anteriores. En esta obra Schumann anuncia el expresionismo. Para el estreno en 1937, la parte solista fue revisada, de forma anónima, por Paul Hindemith. En 1988, Thomas Zehetmair lo registró con estricta fidelidad al manuscrito. Desde entonces, varios solistas se han interesado por él, entre ellos Gidon Kremer y Renaud Capuçon.

## En la cultura popular
- 1944 – Träumerei, es una película de UFA dirigida por Harald Braun y protagonizada por Mathias Wieman como Schumann, Hilde Krahl como Clara Wieck, Ullrich Haupt como Johannes Brahms, y Emil Lohkamp como Franz Liszt.
- 1947 – Song of Love, es una película de Metro-Goldwyn-Mayer dirigida por Clarence Brown y protagonizada por Paul Henreid como Schumann, Katharine Hepburn como Clara Wieck, Robert Walker como Johannes Brahms y Henry Daniell como Franz Liszt.[17]
- 1983 – Frühlingssinfonie (Sinfonía de primavera), es una película dirigida por Peter Schamoni y protagonizada por Herbert Grönemeyer en el papel de Robert, Nastassja Kinski como Clara y Rolf Hoppe en el papel del padre de Clara. El papel de Niccolò Paganini fue interpretado por el violinista Gidon Kremer. La partitura fue escrita por Grönemeyer y dirigida por Wolfgang Sawallisch. Cuenta la historia del romance de Schumann y de Wieck, contra la oposición de su padre.
- 2008 – Geliebte Clara (Beloved Clara), es una película franco-alemana-húngara dirigida por Helma Sanders-Brahms y protagonizada por Martina Gedeck como Clara Schumann, Pascal Greggory como Robert Schumann, Malik Zidi como Johannes Brahms.